# Густав Оскар Андерссон Мальме
Густав Оскар Андерссон Мальме (швед. Gustaf Oskar Andersson Malme; 24 жовтня 1864 — 5 березня 1937) — шведський ботанік. 

## Біографія
Густав Оскар Андерссон Мальме народився 24 жовтня 1864 року у приході Стура-Мальм у Седерманланд. У 1885 році закінчив Вищу школу Норрчепінга і вступив до Уппсальського університету. У 1888 році закінчив його зі ступенем бакалавра, у 1892 році отримав ступінь доктора філософії.
У 1892—1895 роках Мальме та К. А. М. Ліндман, отримали грант Регнелля, мандрували по Парагваю та Бразилії. З 1895 до 1901 року Мальме був куратором Регнелльського гербарію Шведського музею природознавства. У 1901—1903 роках Мальме вдруге їздив у Південну Америку, досліджував флору Бразилії та Аргентини. З 1905 року Густаф викладав біологію та хімію у Північній латинській гімназії у Стокгольмі, з 1911 року читав лекції з ботаніки та зоології у Вищій вчительській семінарії.
Густав Оскар Андерссон Мальме помер 5 березня 1937 року у Стокгольмі. 

## Ботанічніепоніми
- Malmea R.E.Fr., 1905
- Malmella C.W.Dodge, 1933 [= Erioderma Fée, 1825]
- Malmeomyces Starbäck, 1899
- Malmia M.Choisy, 1931 [= Rinodina (Ach.) Gray, 1821]

## Окремі наукові праці
- Malme, G. Die Compositen der ersten Regnell'schen Expedition. — Stockholm, 1899. — 90 p.
- Malme, G. Die Asclepiadaceen der Regnell'schen Herbars. — Stockholm, 1900. — 101 p.
- Malme, G. Xyris L. Untergattung Nematopus (Seubert). — Uppsala & Stockholm, 1913. — 103 p.
- Malme, G. Compositae paranaenses dusenianae. — Berlin, 1933. — 122 p.